# 李永豐
李永豐（1962年3月3日—），外號李美國，臺灣劇場演員、編劇、導演，嘉義縣布袋鎮人。畢業於國立藝術學院戲劇系以及國立臺北藝術大學傳統藝術研究所文化資產與文化政策組，曾任紅樓劇場館長。1992年成立紙風車劇團並曾擔任紙風車文教基金會執行長、紙風車劇團創意總監及藝術監督。曾任鏡電視董事長。大哥為雕刻家李良仁。

## 演出作品

### 舞台劇
綠光劇團
- 《領帶與高跟鞋》飾 工友
- 《結婚結昏辦桌》飾 新娘的父親
- 《人間條件》飾 新興里里長
- 《人間條件2—她和她生命中的男人們》飾 武雄
- 《人間條件3：台北上午零時》飾 阿國
- 《人間條件4：一樣的月光》飾 小偷1
- 《人間條件5 : 男性本是漂泊心情》

### 電影
- 《娃娃》，1991年，柯一正導演，飾演娃娃住在山上的友人 亞高。
- 《多桑》，1994年，吳念真導演，飾演里長。
- 《熱帶魚》，1995年，陳玉勳導演，飾演刑警。
- 《一一》，2000年，楊德昌導演，飾演新郎的同學 美國。
- 《練習曲》，2007年，陳懷恩導演，客串飾演導遊。
- 《渺渺》，2008年，程孝澤導演。
- 《帶我去遠方》，2009年，傅天余導演，飾演女主角的父親。
- 《艋舺》，2010年，鈕承澤導演，飾演太子幫五人之一「阿伯」的父親，艋舺當地人，是一名豬肉販子。
- 《有家小店叫永久》，2011年，吳念真導演。
- 《總舖師》，2013年，陳玉勳導演，客串飯店經理。
- 《大佛普拉斯》，2017年，黃信堯導演，飾演副議長。

### 戲劇
- 《孟婆客棧》，2021年，柯一正、吳定謙、李中導演，飾演詐騙集團老大

### 廣告
- 久津實業：波蜜果菜汁
- 和氣藥品鳥頭牌愛福好：男人千萬不要剩一張嘴篇
- 全國電子：考上大學送禮篇、破盤大特價篇、腳短跑快點篇
- 愛之味：愛之味百草茶、愛之味寒天
- 威寶電信：17K買西瓜篇

## 外部連結
- 李永豐的Facebook專頁
- 李永豐在互联网电影资料库（IMDb）上的資料（英文）（英文）
- 李永豐在香港影庫上的簡介
- 李永豐在时光网上的簡介（简体中文）